# دیا (قمر)
دیا (به انگلیسی: Dia)، که به عنوان (مشتری LIII) نیز شناخته می‌شود، دومین بیرونی‌ترین ماه نامنظم و موافق‌گرد شناخته‌شدهٔ غول گازی مشتری است. این ماه که به طور پیش فرض به نام «اس۲۰۰۰جی۱۱» شناخته‌شده بود، در تاریخ ۷ مارس ۲۰۱۵ نام خود را دریافت کرد و به نام (دیا Dia)؛ دختر (Deioneus دیونیوس)، همسر ایکسیون، نام‌گذاری شد. بنا بر نوشتهٔ هومر، او توسط زئوس در شکل اسبی اغوا شد.
دیا تنها جرم کوچک شناخته‌شده در گروه هیمالیا است.
باور بر این است که قطر دیا حدود ۴ کیلومتر است
و در مدت ۲۷۴ روز مسیر ۱۲ میلیون کیلومتری مدار خود بر گرد مشتری را می‌پیماید.
جرم دیا ۰٫۰۰۹ ۰ ×۱۰۱۶ کیلوگرم و نیم‌قطر بزرگ آن ۱۲٬۵۷۰٬۴۲۴ کیلومتر است. این ماه در دسامبر سال ۲۰۰۰ کشف شد.